# Reilly Heights
Reilly Heights – obszar niemunicypalny w Mendocino County, w Kalifornii (Stany Zjednoczone), na wysokości 107 m.